# Kenneth Gijsbertha
Kenneth Antonio (Kènènè) Gijsbertha (Curaçao, 8 maart 1953) is een Curaçaos politicus. Hij was minister van Financiën in het kabinet-Rhuggenaath en voordien minister van Financiën en Sport in het kabinet-Koeiman.
Kenneth Gijsbertha voltooide de HAVO aan het Maria Immaculata Lyceum te Willemstad. In 1972 begon hij zijn loopbaan als assistent boekhouder bij het verzekeringsbedrijf Ennia. Een jaar later stapte hij over naar de afdeling interne controle van de Shell raffinaderij op Isla, waar hij in totaal 43 dienstjaren bleef. Toen Shell zich in 1985 terugtrok was hij was opgeklommen tot "senior internal auditor", een functie die hij behield bij de voortzetting van het bedrijf door PDVSA. Hierna vervulde hij een reeks aan functies, waaronder het woordvoerderschap van de Isla-raffinaderij vanaf 2008 tot zijn pensionering in 2016.
Gijsbertha is een prominent politicus van de Partido MAN. Hij wordt beschouwd als een partijcoryfee en een handige en betrouwbare onderhandelaar. In 1991 stond hij op plaats nr. 9 op de MAN-kandidatenlijst. Van 1996 tot 2002 was hij lid van de eilandsraad van Curaçao en MAN-fractieleider. Daarnaast vervulde hij van 1999 tot 2000 het partijvoorzitterschap en trad hij van 2000 tot 2002 op als politieke leider van de partij. Van 2004 tot 2006 en wederom in 2010 was hij waarnemend gezaghebber van het eilandgebied Curaçao. In maart 2006 werd Gijsbertha benoemd tot minister van Transport en Telecommunicatie van de Nederlandse Antillen in het eerste kabinet de Jongh-Elhage. Hij trad eind 2006 af toen de MAN uit de coalitie stapte en trok zich nadien terug uit de actieve politiek.
Na zijn pensionering ging Gijsbertha zich weer volledig richten op de politiek. Naast zijn kandidaatschap op de MAN-lijst bij de verkiezingen van 2016 trad hij op als campagneleider van de partij. Hij werd gekozen tot lid van de Staten van Curaçao. Ook was hij als informateur en formateur nauw betrokken bij de formatie van het Kabinet-Koeiman. In dit kabinet was hij minister van Financiën en Sport van 23 december 2016 tot 24 maart 2017. Na de val van het kabinet Koeiman werden nieuwe verkiezingen uitgeschreven. Op de MAN-kandidatenlijst stond Gijsbertha op de derde plaats, achter toenmalig politiek leider en lijsttrekker Charles Cooper en oud-premier Hensley Koeiman. Hij behaalde 701 stemmen. Op 29 mei 2017 werd Gijsbertha benoemd tot minister van Financiën in het kabinet Rhuggenaath. Na het aftreden van MAN-minister Steven Martina beheerde hij tussen 21 februari 2019 en 27 augustus 2019 tijdelijk het portefeuille van Economische Ontwikkeling. Gijsbertha werd in december 2019 op de vingers getikt door CFT vanwege vertraging van de jaarrekening 2018.
In juni 2019 werd aangifte tegen Gijsbertha gedaan wegens het schenden van de geheimhoudingsplicht. 
Gijsbertha kwam in augustus 2019 in opspraak door een aangifte te doen tegen het lekken van salarisinformatie van hoge directiesalarissen bij overheids-NV's.